# 霍恩阿斯珀
霍恩阿斯珀是德国石勒苏益格－荷尔斯泰因州的一个市镇。总面积14.07平方公里，总人口2032人，其中男性1024人，女性1008人（2011年12月31日），人口密度144人/平方公里。